# Santiago Rivas (jornalista)
Santiago Rivas (Buenos Aires, 1977) é um jornalista argentino focado em aviação militar e é conhecido por seus livros e artigos sobre a aviação latino-americana no século XX. Entre seus escritos estão os livros Brazilians at War, Air War over the Putumayo e Skyhawks Over the South Atlantic, para a coleção Latin America@War Series.

## Biografia
Santiago Rivas nasceu em Buenos Aires e formou-se em jornalismo em 2002 pela Pontifícia Universidade Católica da Argentina. Começou a escrever já em 1997, aos 20 anos, sobre os temas de aviação e Defesa como jornalista e fotógrafo. Desde então, publicou seu material em mais de 70 diferentes mídias ao redor do mundo, entre artigos e livros. Atualmente, é especializado em assuntos de aviação e defesa latino-americanos, tanto históricos quanto recentes. Em 2007, publicou seu primeiro livro sobre a Guerra das Malvinas para uma editora brasileira. Desde então outros 24 livros foram publicados ao redor do mundo na Argentina, Brasil, França, Alemanha e Reino Unido; além de artigos publicados em mais de 50 revistas em 20 países, trabalhando ao mesmo tempo para mais de 20 dessas revistas.
Santiago tem três filhos e mora em Buenos Aires. Ele continua viajando todos os anos para a maioria dos países latino-americanos para realizar seu trabalho baseado em pesquisa. É diretor do site Pucará Defensa e da revista de aviação militar Pucará.